# 가는나무두더지
가는나무두더지(Tupaia gracilis)는 청서번티기과에 속하는 나무두더지의 일종이다. 말레이시아와 인도네시아에서 발견된다.